# Frank Dochnal
Frank Dochnal est un ancien pilote automobile américain, né le 8 octobre 1920 à Saint-Louis (Missouri) et décédé le 7 juillet 2010 dans sa ville natale. Il participa à des épreuves locales de Midget et d'endurance, avant de tenter sa chance en Formule 1 à l'occasion du Grand Prix du Mexique 1963, à Mexico, sur une Cooper à moteur Climax. Accidenté lors de la première séance d'essais, il ne put se qualifier pour la course. Ce sera son unique apparition en Formule 1, Dochnal mettant alors un terme à sa carrière sportive.